# Sole Technology
Sole Technology, Inc. – amerykańska spółka obuwnicza, specjalizująca się w produkcji i dystrybucji obuwia przeznaczonego do jazdy na deskorolce. Osobą, która powołała tę spółkę do istnienia jest Pierre André Senizergues, były profesjonalny skater. Jako pierwsza pojawiła się w 1986 marka Etnies, która zapoczątkowała historie deskorolki.
Marki wchodzące w skład Sole Technology to: Etnies, Etnies Girl, éS i Emerica, które produkują obuwie oraz odzież na skateboarding, ThirtyTwo - tworzące buty oraz odzież snowboardową oraz styl z Kalifornii Altamont Apparel. 
Sole Technology także stworzyło instytut Sole Technology Institute (STI Lab), zajmujący się opracowywaniem i badaniem biotechnologii przeznaczonych dla obuwia skateboardingowego. Opracowali oni takie systemy jak: STI Foam używany przy tworzeniu wkładek do butów, zmniejszający ucisk stopy utrzymującej ciało przy styczności z podłożem, Flo2 wykorzystywany przy produkcji języków i G2, który to jest żelową wkładką pod piętą absorbującą wstrząsy oraz najnowsze dwa rozwiązania powstałe w 2009: materiał E-Suede – zaawansowany materiał w butach deskorolkowych przedłużających żywotność o 1/3, oraz system G2-Platinum – połączenie systemu G2 z nowoczesnymi materiałami absorbującymi, stosowanymi przez armie amerykańską w tworzeniu kamizelek kuloodpornych.